# Келнаес, Эрик
Э́рик Ке́лнаес (дат. Erik Kelnaes) — датский кёрлингист.
В составе мужской сборной Дании участник чемпионата мира 1979 (заняли десятое место) и чемпионата Европы 1975 (заняли седьмое место). Чемпион Дании среди мужчин.
Играл на позиции первого.

## Достижения
- Чемпионат Дании по кёрлингу среди мужчин: золото (1978).

## Команды
| Сезон   | Четвёртый      | Третий           | Второй           | Первый       | Турниры                       |
| ------- | -------------- | ---------------- | ---------------- | ------------ | ----------------------------- |
| 1975—76 | Mogen Olsen    | Джон Кристиансен | Йёрн Блак        | Эрик Келнаес | ЧЕ 1975 (7 место)             |
| 1977—78 | Арвид Петерсен | Арне Педерсен    | Джон Кристиансен | Эрик Келнаес | ЧДМ 1978 · ЧМ 1978 (10 место) |

(скипы выделены полужирным шрифтом)